# Der Standard
|  | No s'ha de confondre amb el diari de Flandes De Standaard. |

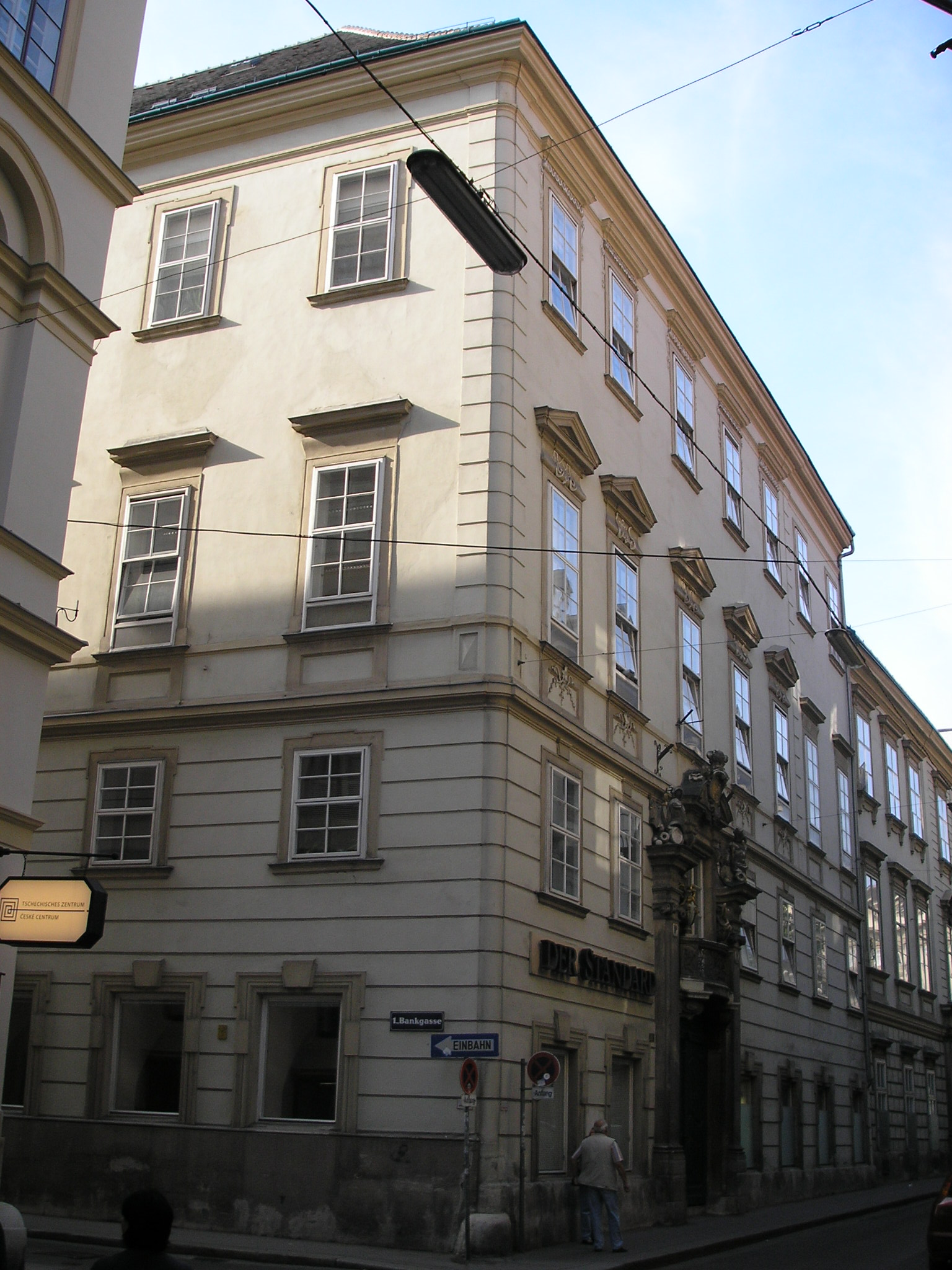
Palais Orsini-Rosenberg a Viena, seu de la redacció

Der Standard és un diari austríac, editat a Viena. Va ser fundat per Oscar Bronner el 1988.